# Aberdeen Regional Airport

i7
i11
i13
Der Aberdeen Regional Airport (IATA: ABR; ICAO: KABR) ist ein öffentlicher Flughafen, welcher sich 3,7 km östlich der Stadt Aberdeen, South Dakota befindet. Er wird überwiegend durch die Allgemeine Luftfahrt genutzt, wird jedoch auch durch eine kommerzielle Fluggesellschaft angeflogen.

## Fluggesellschaften und Flugziele
| Fluggesellschaft                                  | Flugziele              |
| ------------------------------------------------- | ---------------------- |
| Delta Connection betrieben durch SkyWest Airlines | Minneapolis-Saint Paul |

## Infrastruktur und Flugzeuge
Der Flughafen umfasst eine Fläche von 520 ha und befindet sich auf einer Höhe von 397 Metern über Meer.
Er hat zwei Start- und Landebahnen:
- 13/31: 2103 × 30 m Beton
- 17/35: 1676 × 30 m Asphalt

Im Jahr 2007 verzeichnete der Flughafen 52.421 Bewegungen, durchschnittlich 143 pro Tag: 81 % General Aviation (Allgemeine Luftfahrt); 13 % kommerzielle Flüge; 6 % Lufttaxi; <1 % Militär. Zu dieser Zeit waren am Flughafen 50 Flugzeuge stationiert.
Das Passagierterminal ist einer von insgesamt dreien in South Dakota mit einer beweglichen Fluggastbrücke. Die anderen befinden sich am Flughafen Sioux Falls und am Flughafen Rapid City. Die Brücken ermöglicht den Passagieren, das Flugzeug direkt vom Innern des Terminals zu betreten, ohne den Umweg über das Vorfeld. Mit Stand vom März 2015 ist die Delta Connection die einzige kommerziell betriebene Fluggesellschaft, welche den Flughafen anfliegt. Die einzige Flugverbindung besteht mit einer CRJ 200 nach Minneapolis-Saint Paul.

## Geschichte des Flughafens
Im Jahre 1923 fand am Flughafen der erste Fly-in-Event in South Dakota statt. Während des Zweiten Weltkriegs wurde das Flugfeld durch die United States Army Air Forces genutzt, um Segelflugpiloten auszubilden. Um die Segelflugzeuge hochzuziehen, wurden hauptsächlich die Douglas C-47 Skytrain und die Waco CG-4A genutzt.
Ursprünglich Aberdeen Municipal Airport genannt, wurde der Flughafen im Jahre 1946 in Saunders Field umbenannt.

## Zwischenfälle
- Am 4. Oktober 1984 starteten die Piloten einer HFB 320 der US-amerikanischen McCollum Aviation (Luftfahrzeugkennzeichen N127MW) auf dem Aberdeen Regional Airport auf der falschen Startbahn (17 statt 13). Die Maschine überrollte das Ende der 1176 Meter langen Startbahn, prallte gegen einen Zaun, überquerte einen Graben, eine Straße und einen weiteren Graben, bevor sie abhob. Ein Startabbruch wurde zu keinem Zeitpunkt durchgeführt. In einer Rechtskurve sank das Flugzeug wieder und schlug auf dem Boden auf. Es war außerdem um eine Tonne überladen. Alle 3 Insassen, zwei Besatzungsmitglieder und ein Passagier, wurden getötet.[3]